# Sceloporus cryptus
Sceloporus cryptus (сьєрра-хуареська колюча ігуана) — вид ігуаноподібних ящірок родини фриносомових (Phrynosomatidae). Ендемік Мексики.

## Поширення і екологія
Сьєрра-хуареські колючі ігуани мешкають в посушливих районах гірського хребта Сьєрра-Хуарес на північному сході штату Оахака. Вони живуть в сосново-дубових лісах, у вторинних лісах, на узліссях і галявинах. Зустрічаються на висоті від 1800 до 2500 м над рівнем моря.